# Ивар Видфамне
Ивар Видфамне (на старонорвежки: Ívarr inn víðfaðmi, на датски  Ivar Vidfadme) е полулегендарен датски и шведски конунг от династията Скьолдунги. Според сагите той е владял и части от Норвегия, Саксония, Англия и Естония. Ивар бил син на Халвдан Храбрия, конунг от Сконе.
Според древноисландската „Сага за Хервьор“ Ивар е завладял централна Швеция, прогонвайки Инглингите на запад. Освен това е покорил Дания (по това време англите и ютите се преселват в Британия и го улесняват значително), Саксония, Естония и всички източни земи чак до Гардарики (скандинавското название на Киевска Рус), а също и Нортъмбърланд в Англия. Столицата на Ивар се е намирала на остров Фюн (дн. Дания).
В една от сагите се съобщава, че Ивар Видфамне е загинал в Карелия.
Ивар е имал само една дъщеря – Ауд Богатата, която се омъжва два пъти:
- за Рьорик Хвърляча на пръстени, на когото ражда двама синове (Сигурд и Харалд Бойния зъб – легендарен крал на Дания, Швеция и Норвегия);
- без съгласието на баща си за конунга на Гардарики (Киевска Рус) Радбарт.